# Peter Dörfler

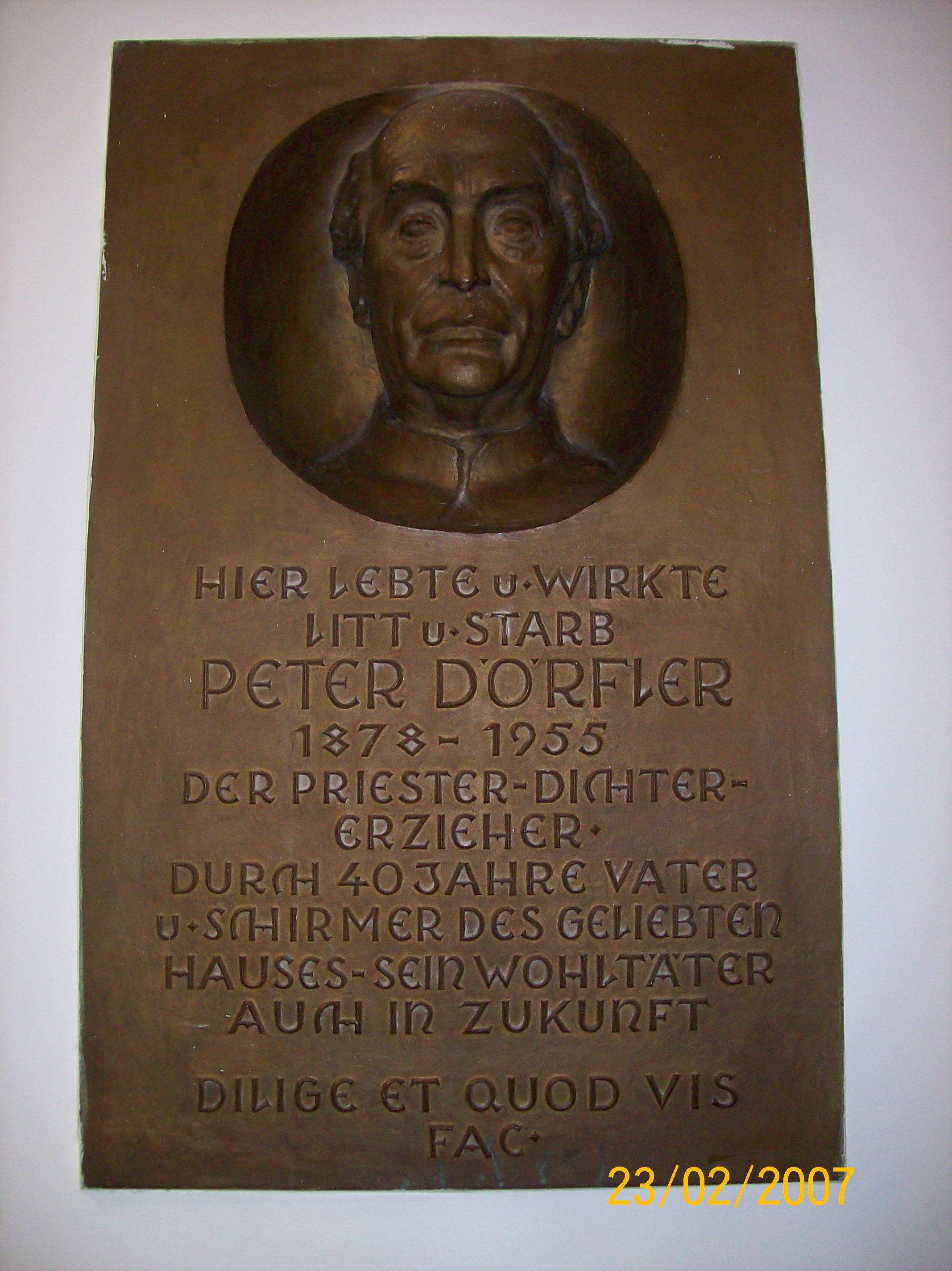
Minnesplakett för Peter Dörfler.

Peter Dörfler, född 29 april 1878 i Untergermaringen, död 10 november 1955 i München, var en tysk katolsk präst och författare.
Dörfler slog igenom med romanen Als Mutter noch lebte 1912. Han var en god psykolog och talangfull folklivsskildrare. Bland hans övriga romaner märks Der Weltkrieg im schwäbischen Himmelreich (1916), Neue Götter (1920), Der ungerechte Heller (1922), Die Papstfahrt durch Schwaben (1923) samt Siegfried im Allgäu (1924). Dörfler, som var katolik, framträdde även som teologisk författare.